# Stroumpí
Stroumpí är en ort i Cypern.   Den ligger i distriktet Eparchía Páfou, i den västra delen av landet, 90 km väster om huvudstaden Nicosia. Stroumpí ligger 506 meter över havet och antalet invånare är 479. Den ligger på ön Cypern.
Terrängen runt Stroumpí är huvudsakligen kuperad, men den allra närmaste omgivningen är platt. Trakten runt Stroumpí är glesbefolkad, med 10 invånare per kvadratkilometer. Närmaste större samhälle är Pafos, 12,9 km söder om Stroumpí. Trakten runt Stroumpí består till största delen av jordbruksmark.